# إدوارد مولر (سياسي بولندي)
إدوارد مولر (بالبولندية: Edward Müller)‏ هو نقابي وسياسي بولندي، ولد في 13 أكتوبر 1958 في غدانسك في بولندا. حزبياً، نشط في حركة تضامن. وقد انتخب عضو سيم ‏.
1. ↑   https://bs.sejm.gov.pl/F?func=find-acc&acc_sequence=000045359&find_code=SYS&local_base=ARS10. {{استشهاد ويب}}: |url= بحاجة لعنوان (مساعدة) والوسيط |title= غير موجود أو فارغ (من ويكي بيانات) (مساعدة)
2. ↑   https://orka.sejm.gov.pl/ArchAll2.nsf/Glowny?OpenFrameset&kad=1. اطلع عليه بتاريخ 2024-08-24. {{استشهاد ويب}}: |url= بحاجة لعنوان (مساعدة) والوسيط |title= غير موجود أو فارغ (من ويكي بيانات) (مساعدة)